# Igor Súkenník (1989)
Igor Súkenník (* 25. října 1989 v Trnavě) je slovenský fotbalový záložník, od července 2015 hráč klubu FC Hradec Králové. Mimo Slovensko působil na klubové úrovni v Česku.

## Klubová kariéra
Svoji fotbalovou kariéru začal ve Spartaku Trnava, kde se přes všechny mládežnické kategorie propracoval v roce 2008 do prvního týmu. V létě 2010 odešel na hostování do Viktorie Žižkov. S týmem v ročníku 2010/11 postoupil do nejvyšší soutěže. Na jaře 2012 hostoval v klubu FK Fotbal Třinec, který v sezoně 2011/12 naopak sestoupil do MSFL. V červenci 2012 Trnavu definitivně opustil a po roce bez angažmá se vrátil tentokrát už na přestup do Viktorky Žižkov.

### FC Hradec Králové
Před sezonou 2015/16 podepsal kontrakt s týmem FC Hradec Králové.

#### Sezona 2015/16
Premiérový start v dresu Hradce Králové si připsal 8. 8. 2015 v ligovém utkání 2. kola proti FC MAS Táborsko (remíza 0:0), odehrál 78 minut. Svůj první gól v sezoně a zároveň v dresu Votroků vsítil v ligovém utkání 7. kola proti FK Varnsdorf, když v 81. minutě srovnával z pokutového kopu na konečných 4:4. Druhé branky v ročníku se dočkal v následujícím kole proti FK Slavoj Vyšehrad, v 54. minutě zvyšoval taktéž z penalty na konečných 3:0. Na jaře 2016 nastupoval sporadicky. S mužstvem postoupil zpět do české nejvyšší soutěže, když jeho klub ve 28. kole hraném 17. 5. 2016 porazil FK Baník Sokolov 2:0 a 1. SC Znojmo, které bylo v tabulce na třetí pozici, prohrálo s FC Sellier & Bellot Vlašim. Celkem v sezoně 2015/16 nastoupil k 17 ligovým střetnutím.

### FC Slovan Liberec (hostování)
V srpnu 2016 odešel na půlroční hostování do Slovanu Liberec. Svůj ligový debut v dresu Slovanu si odbyl ve 3. kole hraném 13. srpna 2016 proti FC Fastav Zlín (prohra 2:1). Na hřiště přišel v 78. minutě, kdy vystřídal Ilju Kubyškina.
S Libercem se představil ve 4. předkole - play-off Evropské ligy UEFA 2016/17 proti kyperskému AEK Larnaka. Slovan se po vyhrách 1:0 a 3:0 kvalifikoval do skupinové fáze EL. Liberec byl nalosován do základní skupiny J společně s ACF Fiorentina (Itálie), PAOK Soluň (Řecko) a Karabach Agdam (Ázerbájdžán). V 1. kole skupinové fáze EL hraném 15. září 2016 proti Karabachu přišel na hřiště v 76. minutě, když vystřídal Milana Baroše. Slovan v utkání dvakrát vedl, nakonec duel skončil smírně 2:2. Následně se objevil na hřišti v Evropské lize 3. 11. 2016 v odvetě na půdě Fiorentiny, kde Slovan podlehl soupeři v poměru 0:3. V dalších střetnutích EL nenastoupil. Liberec skončil v základní skupině na čtvrtém místě a do jarní vyřazovací části nepostoupil. Po podzimní části sezóny 2016/17 mu hostování v Liberci skončilo a vrátil se do Hradce Králové.

## Klubové statistiky
Aktuální k 6. lednu 2017
| Sezona  | Klub                       | Soutěž             | Zápasy | Góly |
| ------- | -------------------------- | ------------------ | ------ | ---- |
| 2008/09 | FC Spartak Trnava          | Corgoň liga        | 5      | 0    |
| 2009/10 | FC Spartak Trnava          | Corgoň liga        | 18     | 0    |
| 2010/11 | FK Viktoria Žižkov (host.) | 2. liga            | 21     | 2    |
| 2011/12 | FK Viktoria Žižkov (host.) | Gambrinus liga     | 11     | 0    |
| 2011/12 | FK Fotbal Třinec (host.)   | 2. liga            | 8      | 1    |
| 2013/14 | FK Viktoria Žižkov         | FNL                | 27     | 1    |
| 2014/15 | FK Viktoria Žižkov         | FNL                | 29     | 9    |
| 2015/16 | FC Hradec Králové          | FNL                | 17     | 2    |
| 2016/17 | FC Slovan Liberec (host.)  | ePojisteni.cz liga | 5      | 0    |
| 2016/17 | FC Hradec Králové          | ePojisteni.cz liga |        |      |